# 伊北常仲
伊北 常仲（いほう つねなか）は、平安時代末期から鎌倉時代初期の武士。
伊西常景の子供。
治承4年（1180年）10月、源頼朝の命を受けた千葉常胤によって殺された。